# Lapis
「Lapis」（ラピス）は、TrySailの13枚目のシングル。2022年4月6日にSACRA MUSICから発売された。

## 概要
2022年第1弾シングルで、2021年6月の12thシングル「誰が為に愛は鳴る」から約7ヶ月ぶりのリリースとなる。当初は2022年1月12日に発売予定だったが、2021年末に放送予定だった『マギアレコード 魔法少女まどか☆マギカ外伝 Final SEASON -浅き夢の暁-』が2022年4月に放送延期になったのに伴い、本シングルも発売が延期となった。
表題曲の「Lapis」はテレビアニメ『マギアレコード 魔法少女まどか☆マギカ外伝 2nd SEASON -覚醒前夜-』のエンディングテーマとして起用されており、2021年8月8日には『TVアニメ「マギアレコード 魔法少女まどか☆マギカ外伝 2nd SEASON -覚醒前夜-」Theme Song Collection』と題して、同作オープニングテーマであるClariSの「ケアレス」と共にデジタル・スプリット・シングルとして先行配信リリースされている。作詞・作曲の渡辺翔による楽曲提供かつTrySailの『マギアレコード』関連の楽曲としては11thシングル「ごまかし/うつろい」収録の2曲に続く。
また、カップリング曲として、『マギアレコード 魔法少女まどか☆マギカ外伝 Final SEASON -浅き夢の暁-』最終話エンディングテーマとなる「オルゴール」を収録。この楽曲は共にテーマ曲を担当してきたClariSとの初のコラボレーション楽曲となっている。アニメ放送後かつ本CD発売前となる4月4日に先行配信リリースを行い、本CDにも収録され、また通常盤にはTrySail単独歌唱バージョンも収録される。
販売形態は初回生産限定盤（VVCL-1992/3）・通常盤（VVCL-1634）・期間生産限定盤（VVCL-1635/6）の3種。初回生産限定盤には「Lapis」のミュージックビデオを収録したDVDとフォトカード、期間生産限定盤にはテレビアニメ版『マギアレコード 魔法少女まどか☆マギカ外伝 2nd SEASON -覚醒前夜-』のノンクレジットエンディング映像を収録したDVDをそれぞれ同梱。初回生産限定盤と通常盤は収録曲のインストゥルメンタルを、期間生産限定盤はそれに加えて表題曲のテレビサイズバージョンを収録。初回生産限定盤のパッケージは、『魔法少女まどか☆マギカ』の異空間設計、『マギアレコード』の魔女・ドッペル原案及びテレビアニメ総監督の劇団イヌカレー（泥犬）が描き下ろした、TrySailとしては初となるコラボジャケット仕様となっている。また、期間生産限定盤のジャケットイラストは『マギアレコード』でメンバー3人が演じる、メインキャラクターの環いろは・七海やちよ・由比鶴乃が描かれたものとなっている。

## シングル収録内容

### 通常盤
| 全作詞・作曲: 渡辺翔、全編曲: 湯浅篤。 |                                    |        |            |      |
| #                                      | タイトル                           | 作詞   | 作曲・編曲 | 時間 |
| 1.                                     | 「Lapis」                          | 渡辺翔 | 渡辺翔     | 3:58 |
| 2.                                     | 「オルゴール」(歌：ClariS×TrySail) | 渡辺翔 | 渡辺翔     | 4:46 |
| 3.                                     | 「オルゴール」(TrySail ver.)       | 渡辺翔 | 渡辺翔     | 4:46 |
| 4.                                     | 「Lapis」(Instrumental)            | 渡辺翔 | 渡辺翔     | 3:58 |
| 5.                                     | 「オルゴール」(Instrumental)       | 渡辺翔 | 渡辺翔     | 4:44 |
| 合計時間:                              | 合計時間:                          | 22:12  |            |      |

### 初回生産限定盤
| #         | タイトル                           | 作詞  | 作曲・編曲 | 時間 |
| --------- | ---------------------------------- | ----- | ---------- | ---- |
| 1.        | 「Lapis」                          |       |            | 3:58 |
| 2.        | 「オルゴール」(歌：ClariS×TrySail) |       |            | 4:46 |
| 3.        | 「Lapis」(Instrumental)            |       |            | 3:58 |
| 4.        | 「オルゴール」(Instrumental)       |       |            | 4:44 |
| 合計時間: | 合計時間:                          | 17:26 |            |      |

| #  | タイトル               | 作詞 | 作曲・編曲 |
| -- | ---------------------- | ---- | ---------- |
| 1. | 「Lapis」(Music Video) |      |            |

### 期間生産限定盤
| #         | タイトル                           | 作詞  | 作曲・編曲 | 時間 |
| --------- | ---------------------------------- | ----- | ---------- | ---- |
| 1.        | 「Lapis」                          |       |            | 3:58 |
| 2.        | 「オルゴール」(歌：ClariS×TrySail) |       |            | 4:46 |
| 3.        | 「Lapis」(TV Ver)                  |       |            | 1:33 |
| 4.        | 「Lapis」(Instrumental)            |       |            | 3:58 |
| 5.        | 「オルゴール」(Instrumental)       |       |            | 4:44 |
| 合計時間: | 合計時間:                          | 18:59 |            |      |

| #  | タイトル | 作詞 | 作曲・編曲 |
| -- | --- | ---- | ---------- |
| 1. | 「TVアニメ「マギアレコード 魔法少女まどか☆マギカ外伝 2nd SEASON -覚醒前夜-」ノンクレジットエンディングムービー」 |      |            |